# Грасьен, Пьер Гийом
Пьер Гийом Грасьен (фр. Pierre Guillaume Gratien, 1764—1814) — французский генерал, участник Наполеоновских войн.

## Биография
Родился 1 января 1764 года в Париже.
В военную службу вступил в 1787 году в Королевский драгунский полк. После начала Великой французской революции Грасьен перешёл на сторону восставших, 19 июля 1791 года был назначен капитаном 2-го гренадерского батальона Парижской национальной гвардии.
6 января 1792 года Грасьен был произведён в полковники. После бегства Дюмурье Грасьен во главе своего батальона преградил путь английской армии и в течение без малого суток задерживал наступление англичан, тем самым дав время главным французским силам навести порядок в своих рядах и организованно отступить. За это дело Грасьен 3 сентября 1793 года был произведён в бригадные генералы.
Отличившись в сражении при Ваттиньи, Грасьен был награждён орденом Почётного легиона, затем участвовал в Ирландской экспедиции, после чего служил в Батавской армии.
В ноябре 1806 года Грасьен поступил на службу королю Голландии и был произведён в генерал-лейтенанты. В 1809 году Грасьен отличился в делах против немецкого партизана Шилля в Штральзунде.
В 1811 году Наполеон даровал Грасьену титул барона империи.
В 1812 году Грасьен состоял в Великой армии и принимал участие в кампании в России. В августе он был ранен под Смоленском и за отличие произведён в дивизионные генералы.
В конце 1812 года, после того как с остатками Великой армии Грасьен перешёл Неман, он отправился в Италию, где занимался организацией обороны Италии от английского вторжения. В одной из стычек он получил огнестрельную рану. 1 января 1814 года Грасьен был назначен командиром 1-й дивизии Итальянской резервной армии.
24 апреля 1814 года Грасьен скончался от старых болезней в Пьяченце.
Впоследствии его имя было выбито на Триумфальной арке в Париже.